# Ръдъуц
Ръдъуц (на румънски: Rădăuţi; на полски: Radowce. на украински: Радівці; на немски: Radautz) е град в най-северната част на Румъния, в историческата област Буковина. Ръдъуц е третият по важност град в окръг Сучава. Ръдъуц има 24 292 жители според преброяването от 2021 г.

## Природни особености
Ръдъуц се намира в най-северната част на Румъния, близо до границата с Украйна, която се намира на около 10 км на север. Градът се намира в историческата област Буковина, на около 180 км северозападно от Яш.
Ръдъуц се намира в долината между реките Сучава и Сучавица, на надморска височина приблизително 375 м. На запад се намират най-източните дялове на Карпатите.

## Население
Движение на бройката на населението на Ръдъуц в периода 1912 – 2002:
По-голямата част от населението на Ръдъуц са румънци, а в града има по-малък брой поляци и цигани. Преди Втората световна война има и значителен брой евреи.

## Галерия
- Главната улица
- Катедралата
- Кметството
- Синагогата